# Liste von Persönlichkeiten der Stadt Savannah
Die folgende Übersicht enthält bedeutende in Savannah (Georgia) geborene Persönlichkeiten.
| Geburtsjahr | Name                                                         | Sterbejahr | Beruf                                                       |
| ----------- | ------------------------------------------------------------ | ---------- | ----------------------------------------------------------- |
| 1740        | Samuel Elbert                                                | 1788       | Händler und Generalmajor der Georgia-Miliz                  |
| 1757        | John Milledge                                                | 1818       | Senator und Gouverneur von Georgia                          |
| 1766        | George Jones                                                 | 1838       | Senator                                                     |
| 1777        | William Bellinger Bulloch                                    | 1852       | US-Senator                                                  |
| 1785        | Alfred Cuthbert                                              | 1856       | US-Senator                                                  |
| 1790        | James Moore Wayne                                            | 1867       | Richter am Obersten Gerichtshof der Vereinigten Staaten     |
| 1793        | Nathanael Greene Pendleton                                   | 1861       | Politiker                                                   |
| 1807        | Robert Milledge Charlton                                     | 1854       | US-Senator                                                  |
| 1813        | John Charles Frémont                                         | 1890       | Entdecker, Politiker und Offizier                           |
| 1824        | Washington Bartlett                                          | 1887       | Gouverneur von Kalifornien                                  |
| 1827        | John Henry Willcox                                           | 1875       | Komponist                                                   |
| 1830        | John Stevens Bowen                                           | 1863       | Architekt und General der Konföderierten im Sezessionskrieg |
| 1835        | Robert Houston Anderson                                      | 1888       | Brigadegeneral der Konföderierten                           |
| 1860        | Ellen Louise Axson, verheiratete Ellen Wilson                | 1914       | erste Ehefrau von US-Präsident Woodrow Wilson               |
| 1860        | Juliette Gordon Low                                          | 1927       | Gründerin der Girl Scouts of the USA                        |
| 1873        | Thomas Turpin genannt Tom Turpin                             | 1922       | Ragtime-Pianist und Komponist                               |
| 1877        | Charles Coburn                                               | 1961       | Schauspieler                                                |
| 1882        | Saul Brant                                                   | 1934       | Geiger, Chorleiter und Musikpädagoge                        |
| 1889        | Conrad Potter Aiken                                          | 1973       | Schriftsteller und Gewinner des Pulitzer-Preises            |
| 1899        | Joseph Marshall, genannt Kaiser Marshall                     | 1948       | Jazz-Schlagzeuger                                           |
| 1899        | Joe Steele                                                   | 1964       | Jazzmusiker                                                 |
| 1902        | Miriam Hopkins                                               | 1972       | Schauspielerin                                              |
| 1909        | John Herndon Mercer, genannt Johnny Mercer                   | 1976       | Jazz-Sänger und Komponist                                   |
| 1912        | James Osborne Young, genannt Trummy Young                    | 1984       | Jazz-Posaunist und Sänger                                   |
| 1915        | Alicia Rhett                                                 | 2014       | Filmschauspielerin                                          |
| 1921        | Al Jaffee                                                    | 2023       | Cartoonist                                                  |
| 1921        | Robert Williams, genannt Billy Ward                          | 2002       | Bandleader und Sänger                                       |
| 1925        | Edmund Gregory, genannt Sahib Shihab                         | 1989       | Jazzmusiker                                                 |
| 1925        | James Moody                                                  | 2010       | Jazzmusiker                                                 |
| 1932        | Thomas Hunter                                                | 2017       | Schauspieler und Autor                                      |
| 1933        | Edmund F. McCaffrey                                          | 2016       | Geistlicher                                                 |
| 1933        | Ben Riley                                                    | 2017       | Jazzmusiker                                                 |
| 1934        | Daniel Ray, genannt Big Black                                |            | Musiker und Schauspieler                                    |
| 1935        | James Grubbs Martin                                          |            | Gouverneur von North Carolina                               |
| 1935        | W. Jason Morgan                                              | 2023       | Geophysiker                                                 |
| 1937        | Mills Lane                                                   | 2022       | Jurist und Boxringrichter                                   |
| 1939        | Barbara Biffinger Pfeiffer Pinckney, genannt Callan Pinckney | 2012       | Fitnesstrainerin, Erfinderin von Callanetics                |
| 1941        | Walter Stacy Keach                                           |            | Schauspieler und Sprecher                                   |
| 1943        | Leonard Matlovich                                            | 1988       | Soldat und LGBT-Aktivist                                    |
| 1943        | James Alan McPherson                                         | 2016       | Schriftsteller                                              |
| 1945        | Robert Griess                                                |            | Mathematiker                                                |
| 1947        | James Keach                                                  |            | Schauspieler und Regisseur                                  |
| 1949        | John Garman Hertzler                                         |            | Schauspieler                                                |
| 1949        | Dep Kirkland                                                 | 2022       | Schauspieler, Autor und ehemaliger Jurist                   |
| 1952        | Lloyd Blaine Hammond                                         |            | Astronaut                                                   |
| 1955        | Diana Scarwid                                                |            | Schauspielerin                                              |
| 1956        | Desiree Cousteau                                             |            | Pornodarstellerin                                           |
| 1964        | Kenneth Scott Rogers, genannt Kenny Rogers                   |            | Baseballspieler                                             |
| 1970        | Patrick Brown, genannt Sleepy Brown                          |            | R&B-Sänger und Musikproduzent                               |
| 1975        | Antwan André Patton, genannt Big Boi                         |            | Musiker                                                     |
| 1976        | Desmond Harrington                                           |            | Schauspieler                                                |
| 1980        | Oscar Chaplin                                                | 2022       | Gewichtheber                                                |
| 1984        | Albert Henry Hugh Scardino, genannt Hal Scardino             |            | Schauspieler                                                |
| 1986        | Dianna Elise Agron                                           |            | Schauspielerin und Sängerin                                 |
| 1989        | Cam Newton                                                   |            | American-Football-Spieler                                   |
| 1994        | Aaron Jones                                                  |            | American-Football-Spieler                                   |
| 2001        | Nolan Smith                                                  |            | American-Football-Spieler                                   |
| 2002        | Kylie Collins                                                |            | Tennisspielerin                                             |